# Фридрих фон Зирк
Фридрих фон Зирк/Фридрих II фон Зирк (на немски: Friedrich von Sirck; † 20 юли 1323) е епископ на Утрехт (1317 – 1322).

## Произход и духовна кариера
Той е син на Фридрих I фон Зирк († 29 юни 1319) и първата му съпруга с неизвестно име. Племенник е на Йохан фон Зирк († 1305, Рим), епископ на Утрехт (1291) и на Тул (1296 – 1305). Роднина е на Якоб фон Зирк († 1456), архиепископ и курфюрст на Трир (1439 – 1456).
Фридрих фон Зирк първо е провост на „Св. Петър“ в Утрехт (1294 – 1304) и архдякон на Трир (1315). Граф Вилхелм III от Холандия († 1337) го поставя през 1317 г. за епископ на Утрехт. За да получи одобрение от папата той трябва да плати много пари. Понеже е зависим от графовете на Холандия, населението не го заобичва. През 1318 г. той свиква църковен събор.
Умира на 20 юли 1323 г. и е погребан в катедралата на Утрехт.